# Ginter Powała
Ginter Powała (ur. 31 stycznia 1924 w Dębie, zm. 1981) – polski piłkarz, występujący na pozycji napastnika.

## Życiorys
W okresie II wojny światowej był zawodnikiem LSV Reinecke Brieg. Po zakończeniu wojny, do 1951 roku Powała występował w Stali Sosnowiec. W 1950 roku był najlepszym strzelcem Stali w II lidze, zdobywając 11 goli. W 1952 roku przeszedł do Budowlanych Chorzów. W klubie tym występował do 1954 roku. W jego barwach strzelił 19 goli w 44 meczach w I lidze. Następnie był grającym trenerem Warty Zawiercie, z którą w sezonie 1956 wywalczył awans do III ligi.

## Statystyki ligowe
| Sezon | Klub              | Liga     | Mecze | Gole |
| ----- | ----------------- | -------- | ----- | ---- |
| 1950  | Stal Sosnowiec    | II liga  | ?     | 11   |
| 1951  | Stal Sosnowiec    | II liga  | ?     | ?    |
| 1952  | Budowlani Chorzów | I liga   | 9     | 5    |
| 1953  | Budowlani Chorzów | I liga   | 20    | 10   |
| 1954  | Budowlani Chorzów | I liga   | 15    | 4    |
| 1955  | Warta Zawiercie   | klasa A  | ?     | ?    |
| 1956  | Warta Zawiercie   | klasa A  | ?     | ?    |
| 1957  | Warta Zawiercie   | III liga | ?     | ?    |